# Copa Nicasio Vila 1914
La Copa Nicasio Vila 1914 fue la octava edición del campeonato de primera división de la Liga Rosarina de Fútbol.
Aquel año, se resolvieron los conflictos que se habían suscitado en 1912 por los cuales Rosario Central, Tiro Federal, Sparta y Embarcaderos (luego Nacional y después Argentino) habían dejado la Liga Rosarina y habían fundado (junto a Brown de Santa Fe) la Federación Rosarina de Football en 1913. Así, ambas competiciones se fusionaron en 1914, y todos esos clubes volvieron a competir en el campeonato oficial de la Liga Rosarina de Fútbol, excepto Brown de la ciudad de Santa Fe, quien continuó su camino en la Liga Santafesina de Football.
Participaron once equipos y fue campeón Rosario Central, logrando dicho título de manera invicta, venciendo en 19 partidos y solo empatando 1 Aquel título local de 1914, le dio el derecho al equipo canalla de disputar la Copa Dr. Carlos Ibarguren de ese año ante el campeón de la Liga oficial de Buenos Aires, el Racing Club.

## Ascensos y descensos
| Equipos reincorporados         |
| ------------------------------ |
| Rosario Central                |
| Tiro Federal                   |
| Embarcaderos Córdoba y Rosario |
| Sparta                         |

| Equipos desafiliados |
| -------------------- |
| Unión                |

## Tabla de posiciones final
| Pos | Equipo                         | Pts | PJ | G  | E | P  | GF | GC | Dif |
| 1º  | Rosario Central                | 39  | 20 | 19 | 1 | 0  | 99 | 10 | 89  |
| 2º  | Newell's Old Boys              | 34  | 20 | 16 | 2 | 2  | 62 | 29 | 33  |
| 3º  | Tiro Federal                   | 29  | 20 | 13 | 3 | 4  | 48 | 20 | 28  |
| 4º  | Ferro Carril Córdoba y Rosario | 22  | 20 | 10 | 2 | 8  | 35 | 20 | 15  |
| 5º  | Rosario Atlético               | 21  | 20 | 9  | 3 | 8  | 46 | 26 | 20  |
| 6º  | Provincial                     | 19  | 20 | 9  | 1 | 10 | 25 | 37 | -12 |
| 7º  | Argentino                      | 18  | 20 | 8  | 2 | 10 | 39 | 34 | 5   |
| 8º  | Embarcadero                    | 13  | 20 | 4  | 5 | 11 | 17 | 34 | -17 |
| 9º  | Sparta                         | 12  | 20 | 5  | 2 | 13 | 17 | 43 | -26 |
| 10º | Atlantic Sportsmen             | 11  | 20 | 4  | 3 | 13 | 21 | 98 | -77 |
| 11º | Aprendices Rosarinos           | 2   | 20 | 1  | 0 | 19 | 8  | 89 | -81 |

|  |            |
|  | Descendido |

## Consagración del campeón
El 11 de octubre de 1914, Rosario Central visitaba a Newell´s Old Boys por la penúltima fecha de la Copa Nicasio Vila de aquel año. El conjunto auriazul llevaba solo 3 puntos de ventaja sobre su clásico rival (con 4 por jugarse), por lo que con un empate o una victoria se aseguraría el título de campeón. Finalmente, Rosario Central ganó 5 a 0 y pudo dar la vuelta olímpica ante su clásico rival y en terreno rojinegro. Los goles del equipo canalla en aquella recordada jornada fueron convertidos por Harry Hayes (3), Ennis Hayes y Fidel Ramírez. Esta sería la primera vez en la historia en donde uno de los dos equipos gana un campeonato oficial en la cancha de su clásico rival.
Rosario Central salió a la cancha con: Serapio Acosta; Zenón Díaz e Ignacio Rota; Juan Díaz, Alberto Ledesma y Pablo J. F. Molina; Teófilo Felipe Pignani, Antonio Blanco, Harry Hayes, Ennis Hayes y Fidel Ramírez. El árbitro del partido fue Natalio Navarini.

### Ficha del partido

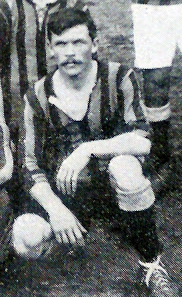
Harry Hayes convirtió tres tantos.

| 1  | POR | José Airaldi           |  |
| 2  | DEF | Julio Ongay            |  |
| 6  | DEF | Percy Flamini          |  |
| 4  | MED | José Tacconi           |  |
| 5  | MED | Caraciolo González     |  |
| 3  | MED | Antonio Torelli        |  |
| 8  | DEL | Anacleto Ongay         |  |
| 11 | DEL | Maximiliano Mac Master |  |
| 10 | DEL | Manuel González        |  |
| 7  | DEL | John Povey             |  |
| 9  | DEL | José Pinoto Viale      |  |

| 1  | POR | Serapio Acosta     |  |
| 2  | DEF | Zenón Díaz         |  |
| 6  | DEF | Ignacio Rota       |  |
| 3  | MED | Juan Díaz          |  |
| 5  | MED | Pablo J. F. Molina |  |
| 4  | MED | Alberto Ledesma    |  |
| 8  | DEL | Teófilo Pignani    |  |
| 11 | DEL | Antonio Blanco     |  |
| 10 | DEL | Ennis Hayes        |  |
| 7  | DEL | Fidel Ramírez      |  |
| 9  | DEL | Harry Hayes        |  |

| 10' · 43' · 74' · 80' · 86' | Harry Hayes Fidel Ramírez Harry Hayes Ennis Hayes | 0:1 0:2 0:3 0:4 0:5 |

| Principal | Natalio Navarini |

| 1  | POR | José Airaldi           |  |
| 2  | DEF | Julio Ongay            |  |
| 6  | DEF | Percy Flamini          |  |
| 4  | MED | José Tacconi           |  |
| 5  | MED | Caraciolo González     |  |
| 3  | MED | Antonio Torelli        |  |
| 8  | DEL | Anacleto Ongay         |  |
| 11 | DEL | Maximiliano Mac Master |  |
| 10 | DEL | Manuel González        |  |
| 7  | DEL | John Povey             |  |
| 9  | DEL | José Pinoto Viale      |  |

| 1  | POR | Serapio Acosta     |  |
| 2  | DEF | Zenón Díaz         |  |
| 6  | DEF | Ignacio Rota       |  |
| 3  | MED | Juan Díaz          |  |
| 5  | MED | Pablo J. F. Molina |  |
| 4  | MED | Alberto Ledesma    |  |
| 8  | DEL | Teófilo Pignani    |  |
| 11 | DEL | Antonio Blanco     |  |
| 10 | DEL | Ennis Hayes        |  |
| 7  | DEL | Fidel Ramírez      |  |
| 9  | DEL | Harry Hayes        |  |

| 10' · 43' · 74' · 80' · 86' | Harry Hayes Fidel Ramírez Harry Hayes Ennis Hayes | 0:1 0:2 0:3 0:4 0:5 |

| Principal | Natalio Navarini |

| 1  | POR | José Airaldi           |  |
| 2  | DEF | Julio Ongay            |  |
| 6  | DEF | Percy Flamini          |  |
| 4  | MED | José Tacconi           |  |
| 5  | MED | Caraciolo González     |  |
| 3  | MED | Antonio Torelli        |  |
| 8  | DEL | Anacleto Ongay         |  |
| 11 | DEL | Maximiliano Mac Master |  |
| 10 | DEL | Manuel González        |  |
| 7  | DEL | John Povey             |  |
| 9  | DEL | José Pinoto Viale      |  |

| 1  | POR | Serapio Acosta     |  |
| 2  | DEF | Zenón Díaz         |  |
| 6  | DEF | Ignacio Rota       |  |
| 3  | MED | Juan Díaz          |  |
| 5  | MED | Pablo J. F. Molina |  |
| 4  | MED | Alberto Ledesma    |  |
| 8  | DEL | Teófilo Pignani    |  |
| 11 | DEL | Antonio Blanco     |  |
| 10 | DEL | Ennis Hayes        |  |
| 7  | DEL | Fidel Ramírez      |  |
| 9  | DEL | Harry Hayes        |  |

| 10' · 43' · 74' · 80' · 86' | Harry Hayes Fidel Ramírez Harry Hayes Ennis Hayes | 0:1 0:2 0:3 0:4 0:5 |

| Principal | Natalio Navarini |

| 1  | POR | José Airaldi           |  |
| 2  | DEF | Julio Ongay            |  |
| 6  | DEF | Percy Flamini          |  |
| 4  | MED | José Tacconi           |  |
| 5  | MED | Caraciolo González     |  |
| 3  | MED | Antonio Torelli        |  |
| 8  | DEL | Anacleto Ongay         |  |
| 11 | DEL | Maximiliano Mac Master |  |
| 10 | DEL | Manuel González        |  |
| 7  | DEL | John Povey             |  |
| 9  | DEL | José Pinoto Viale      |  |

| 1  | POR | Serapio Acosta     |  |
| 2  | DEF | Zenón Díaz         |  |
| 6  | DEF | Ignacio Rota       |  |
| 3  | MED | Juan Díaz          |  |
| 5  | MED | Pablo J. F. Molina |  |
| 4  | MED | Alberto Ledesma    |  |
| 8  | DEL | Teófilo Pignani    |  |
| 11 | DEL | Antonio Blanco     |  |
| 10 | DEL | Ennis Hayes        |  |
| 7  | DEL | Fidel Ramírez      |  |
| 9  | DEL | Harry Hayes        |  |

| 10' · 43' · 74' · 80' · 86' | Harry Hayes Fidel Ramírez Harry Hayes Ennis Hayes | 0:1 0:2 0:3 0:4 0:5 |

| Principal | Natalio Navarini |